# Тантал (элемент)
| 73         | Тантал |
| Ta180,9489 |        |
| 4f145d36s2 |        |

Танта́л (химический символ — Ta, от лат. Tantalum) — химический элемент 5-й группы (по устаревшей классификации — побочной подгруппы пятой группы, VB) шестого периода периодической системы химических элементов Д. И. Менделеева, с атомным номером 73.

При стандартных условиях тантал — это блестящий переходный металл серебристо-белого цвета (со слабым свинцовым (синеватым) оттенком вследствие образования плотной оксидной плёнки).

## История
Тантал открыт в 1802 году шведским химиком А. Г. Экебергом в двух минералах, найденных в Финляндии и Швеции. Однако в чистом виде выделить его не удалось. Из-за трудностей получения этот элемент был назван по имени героя древнегреческой мифологии — царя Тантала.
В последующем тантал и «колумбий» (ниобий) считали тождественными. Лишь в 1844 году немецкий химик Генрих Розе доказал, что минерал колумбит-танталит содержит два различных элемента — ниобий и тантал.
Пластичный металлический тантал впервые получен немецким учёным В. Болтоном в 1903 году.
Первый промышленный штабик тантала был получен в 1922 году, при этом он не превышал по величине спичечную головку. Тогда элемент начал применяться в выпрямителях тока и радиолампах. Активное производство тантала было развёрнуто в самом конце Второй мировой войны.

## Нахождение в природе
Тантал — редкий металл, в земной коре на его долю приходится 0,0002 %. Известно около 20 собственных минералов тантала — серия колумбит-танталит, воджинит, лопарит, манганотанталит и другие, а также более 60 минералов, содержащих тантал. Все они связаны с эндогенным минералообразованием. В минералах тантал всегда находится совместно с ниобием вследствие сходства их физических и химических свойств. Тантал — типично рассеянный элемент, так как изоморфен со многими химическими элементами. Месторождения тантала привязаны к гранитным пегматитам, карбонатитам и щелочным расслоённым интрузиям.

### Месторождения
Самые крупные месторождения танталовых руд находятся во Франции, Египте, Таиланде, Китае. Месторождения танталовых руд имеются также в Мозамбике, Австралии, Нигерии, Канаде, Бразилии, СНГ, ДРК, Малайзии. В России имеются танталовые месторождения в Мурманской области, Восточной Сибири, Забайкалье и Якутии.
Крупнейшее мировое месторождение танталовых руд, Гринбушес, расположено в Австралии в штате Западная Австралия в 250 км к югу от Перта.

## Физические свойства
Полная электронная конфигурация атома тантала: 1s22s22p63s23p64s23d104p65s24d105p66s24f145d3.
Тантал обладает высокой температурой плавления — 3290 K (3017 °C); кипит при 5731 K (5458 °C). Плотность тантала — 16,65 г/см3. Несмотря на высокую температуру плавления, тантал пластичен, как золото. Чистый тантал хорошо поддаётся механической обработке, легко штампуется, раскатывается в проволоку и тончайшие листы толщиной в сотые доли миллиметра. Не становится хрупким даже при температуре жидкого азота (−196 °C). При наличии примесей (углерод, азот, кислород, водород) механические свойства резко ухудшаются, что делает проблему получения сверхчистого металла особенно важной. Тантал является отличным геттером (газопоглотителем), при 800 °C он способен поглотить 740 объёмов газа. Кристаллическая решётка — кубическая, объёмноцентрированная. Обладает парамагнитными свойствами.
При температуре ниже 4,45 К переходит в сверхпроводящее состояние.

### Изотопы
Известны изотопы тантала с массовыми числами от 155 до 190 (количество протонов — 73, нейтронов — от 82 до 117), и более 30 ядерных изомеров.
Природный тантал состоит из смеси стабильного изотопа и стабильного изомера: 181Та (99,988 %) и 180mТа (0,012 %). Последний является чрезвычайно стабильным изомером (возбуждённым состоянием) изотопа 180Та, период полураспада которого всего чуть более 8 часов.

## Химические свойства
При нормальных условиях тантал малоактивен, на воздухе окисляется лишь при температуре свыше 280 °C, покрываясь оксидной плёнкой Ta2O5; с галогенами реагирует при температуре свыше 250 °C. При нагревании реагирует с С, В, Si, P, Se, Те, Н2О, СО, СО2, NO, HCl, H2S.
Химически чистый тантал исключительно устойчив к действию жидких щелочных металлов, большинства неорганических и органических кислот, а также многих других агрессивных сред (за исключением расплавленных щелочей).
В отношении химической устойчивости к реагентам тантал подобен стеклу. Тантал нерастворим в кислотах и их смесях, кроме смеси плавиковой и азотной кислот; его не растворяет даже царская водка. Реакция с плавиковой кислотой идёт только с пылью металла и сопровождается взрывом. Очень устойчив к воздействию серной кислоты любой концентрации и температуры (при 200 °C металл корродирует в кислоте лишь на 0,006 миллиметра в год), устойчив в обескислороженных расплавленных щелочных металлах и их перегретых пара́х (литий, натрий, калий, рубидий, цезий).

## Токсикология
ПДК 5 мг/м³.

## Распространённость
Среднее содержание тантала (по массе):
- в земной коре 2,5⋅10−4 %[4]
- в ультраосновных породах 1⋅10−6 %
- в основных породах 4,8⋅10−5 %
- в кислых породах 3,5⋅10−4 %
- в полукислых породах 7⋅10−4 %

## Получение
Основным сырьём для производства тантала и его сплавов служат танталитовые и лопаритовые концентраты, содержащие около 8 % Та2О5, а также 60 % и более Nb2O5. Концентраты разлагают кислотами или щелочами, лопаритовые — хлорируют. Разделение Та и Nb производят с помощью экстракции. Металлический тантал обычно получают восстановлением Ta2O5 углеродом, либо электрохимически из расплавов. Компактный металл производят вакуумно-дуговой, плазменной плавкой или методом порошковой металлургии.
Для получения 1 тонны танталового концентрата необходимо переработать до 3000 тонн руды. К началу 2000-х годов объём производства в мире приближался к 1400 т в год, однако позже существенно снизился.
В России первый слиток металлического тантала массой 8 кг был получен в марте 2024 года на Екатеринбургском заводе по обработке цветных металлов из рудного концентрата, полученного на Ловозерском горно-обогатительном комбинате из лопаритовой руды, а затем переработанного на Соликамском магниевом заводе (оба этих предприятия входят в концерн Росатом).

## Стоимость
Стоимость тантала — около 218 долл. за 1 кг (сентябрь 2019 г.). Особо чистый тантал (от 99,985 %) имеет цену порядка 3585 долл. за 1 кг.

## Применение
Первоначально использовался для изготовления проволоки для ламп накаливания. Сегодня из тантала и его сплавов изготовляют:
- жаропрочные и коррозионностойкие сплавы;
- изготовление прямонакальных катодов для некоторых установок, наряду с вольфрамом и рением;
- изготовление анодных мишеней для рентгеновских трубок;
- коррозионно-устойчивую аппаратуру для химической промышленности, фильерные пластины, лабораторную посуду и тигли для получения, плавки, и литья редкоземельных элементов, а также иттрия и скандия;
- теплообменники для ядерно-энергетических систем (тантал наиболее из всех металлов устойчив в перегретых расплавах и парах цезия);
- в хирургии листы, фольгу и проволоку из тантала используют для скрепления тканей, нервов, наложения швов, изготовления протезов, заменяющих повреждённые части костей (ввиду биологической совместимости), изготовления ортопедических электретов[16];
- танталовая проволока используется в криотронах — сверхпроводящих элементах, устанавливаемых в вычислительной технике;
- в производстве боеприпасов тантал применяется для изготовления металлической облицовки перспективных кумулятивных зарядов, улучшающей бронепробиваемость;
- тантал и ниобий используют для производства электролитических конденсаторов (более качественных, чем алюминиевые электролитические конденсаторы, но рассчитанных на меньшее напряжение);
- тантал используется в последние годы в качестве ювелирного металла, в связи с его способностью образовывать на поверхности прочные плёнки оксида красивых радужных цветов;
- Бюро стандартов США и Международное бюро мер и весов Франции используют тантал вместо платины для изготовления стандартных аналитических разновесов большой точности;
- Бериллид тантала чрезвычайно твёрд и устойчив к окислению на воздухе до 1650 °C, применяется в авиакосмической технике;
- Карбид тантала (температура плавления 3880 °C, твёрдость близка к твёрдости алмаза) применяется в производстве твёрдых сплавов — смеси карбидов вольфрама и тантала (марки с индексом ТТ), для тяжелейших условий металлообработки и ударно-поворотного бурения крепчайших материалов (камень, композиты), а также наносится на сопла, форсунки ракет;
- Оксид тантала(V) используется в ядерной технике для варки стекла, поглощающего гамма-излучение. Один из наиболее широко применяемых составов такого стекла: двуокись кремния — 2 %, монооксид свинца (глёт) — 82 %, оксид бора — 14 %, пятиокись тантала — 2 %;
- В нумизматике. С 2006 года Национальный банк Казахстана выпускает памятные биметаллические монеты 100 и 500 тенге из серебра и тантала.